# Curacin A
Curacin A ist ein aus dem Cyanobakterium Lyngbya majuscula isoliertes Naturprodukt. Curacin A gehört mit Jamaicamid, Mupirocin und Pederin zu einer Familie von Naturstoffen, die ein terminales Alken aufweisen. Darüber hinaus enthält Curacin A einen Thiazolinring und eine Cyclopropyleinheit, die für die biologische Aktivität der Verbindung wesentlich ist. Curacin A wurde als potente, wachstumshemmende, zytotoxische Verbindung mit bemerkenswerter Antikrebsaktivität für verschiedene Krebslinien charakterisiert, darunter Nieren-, Dickdarm- und Brustkrebs. Es wurde gezeigt, dass Curacin A mit Colchicin-Bindungsstellen auf Tubulin interagiert, was die Mikrotubulus-Polymerisation hemmt, ein wesentlicher Prozess für die Zellteilung und das Zellwachstum.

## Isomere
Curacin B und C sind Isomere des Curacin A. Bei Curacin D handelt es sich vermutlich um Demethylcuracin.

## Biosynthese
Die Biosynthese von Curacin A ist seit 2009 durch Gu et al. vollständig beschrieben. Die Synthese beruht auf einem Gencluster von ungefähr 64 kb, die NRPS und mehrere Polyketidsynthasen exprimieren (PKSs).

## Rechtslage
Curacin A und seine Isomere sind seit 1998 patentiert.